# Рольф Йорген Фуглесанг
Рольф Йорґен Фуґлезанґ (Фуглезанг, Фуглесанг) (норв. Rolf Jørgen Fuglesang) (31 січня 1909, Фредрікстад – 25 листопада 1988, Осло) – норвезький політик, юрист, генеральний секретар норвезької націоналістичної партії "Національна єдність" з 1933 року і під час правління режиму Відкуна Квіслінга. Секретар кабінету комісарів з 25 вересня 1940 року, виконуючий обов'язки секретаря (міністра) кабінету міністрів у Другому уряді Квіслінга з 1 лютого 1942 року по листопад 1942 року. Міністр культури з 1942 по 1945 рік, президент Ради культури в 1943-1945 роках. Фуґлезанґ, який був юристом, був одним з найвідданіших прибічників Квіслінга та грав важливу роль у створенні і розвитку нацистської адміністрації під час німецької окупації Норвегії. Нацисти довіряли йому через його симпатії до расових ідей. Однак під кінець війни він перейшов на бік антинацистської опозиції всередині окупованого уряду.
Фуґлезанґ був засуджений до пожиттєвого ув'язнення з примусовими роботами під час чисток юридичної системи в Норвегії після Другої світової війни. Він майже був страчений, але чотири з семи суддів проголосували за пожиттєве ув'язнення. Фуґлезанґ був звільнений з в'язниці в 1956 році.
Його дочка була одружена з дослідником мистецтва Пером Йонасом Нордхагеном, сином Рольфа Нордхагена.

## Біографія
Фуглезанг закінчив школу в 1928 році, потім вивчав право і закінчив навчання в 1933 році. Ще під час навчання його захопили ідеї Квіслінга, і він одразу ж приєднався до нової партії, про створення якої було оголошено після падіння селянського уряду навесні 1933 року. Того ж року він став постійно оплачуваним генеральним секретарем партії. На цій посаді він очолював НС під час першої хвилі членства в 1933-34 роках, потім під час консолідації перед виборами 1936 року, а потім протягом наступних трьох років катастрофічного занепаду, і весь цей час мав повну свободу дій і повну довіру лідера партії, який вважав за краще триматися подалі від фінансів та організації.
Квіслінг також не ознайомив свого найближчого соратника з підходами, які він зробив до Гітлера під час своєї поїздки до Берліна в грудні 1939 року. Тому державний переворот 9 квітня 1940 року став повною несподіванкою для Фуглезанга. Однак його вірність Квіслінгу була непохитною, і Фуглезанг взяв на себе відповідальність за відновлення партії, яка з осені 1940 року була єдиною дозволеною в Норвегії. Робота вимагала великих німецьких субсидій, а також значних лідерських здібностей, щоб підтримувати порядок в умовах масового напливу і керувати чітко структурованим нацистським рухом, що налічував близько 50 000 членів, за якими стежили і нейтралізували будь-які натяки на опозицію.
На посаді партійного міністра після 25 вересня 1940 року Фуглезанг мав у своєму розпорядженні партійний секретаріат з кількома сотнями співробітників, а також загальнонаціональну розвідувальну службу і спеціальний відділ рейхскомісаріяту, так званий айнзацштаб, для надання допомоги. За норвезькими мірками "Національна єдність" стала надзвичайно ефективною і добре налагодженою організацією.
Під час окупації спочатку поміркований Фуглезанг став прихильником пангерманських і расових ідей. Однак у практичній політиці він дедалі більше виступав у питаннях національної оборони проти німецьких вимог, які з осені 1942 року ставали дедалі гострішими. З посади секретаря кабінету національного уряду Квіслінга з лютого 1942 року та міністра культури та громадської інформації після смерті Гульбранда Лунде восени того ж року, Фуглезанг отримав максимальний вплив у партії та державі, а потім часто конфліктував з рейхскомісаром Тербофеном. У січні 1944 року він супроводжував Квіслінга під час його візиту до Гітлера, а потім також мав більш тривалу та переважно примирливу розмову з Гіммлером у Растенбурзі. Але восени того ж року генерал німецької поліції в Норвегії назвав Фуглезанга «головним речником антинімецької тенденції».
Коли в лютому 1946 року Фуглезанга постало перед судом, судді відкинули те, що його протистояння з окупаційною владою, яка навіть наражала його на загрози ліквідації з боку Німеччини, служили норвезьким національним інтересам. Суд постановив, що Фуглезанг чинив опір німцям «з метою отримати якомога більшу владу». Його визнали винним за всіма істотними пунктами обвинувачення. Троє з 7 членів суду проголосували за смертну кару. Більшість встановила, що він не мав вирішального впливу на зрадницьку діяльність NS і що навіть якщо він був інструментом для Квіслінга та його ідеології, він був «по суті лише інструментом». Результатом стало довічне ув'язнення з остаточною втратою довіри. Верховний суд відхилив апеляцію генпрокурора.
Після відбуття покарання Фуглезанг працював муляром і бізнесменом в Осло. Він знову з'явився публічно вперше в радіопрограмі NRK Ukeslutt у червні 1983 року.